# Stenosphenus notatus
Stenosphenus notatus là một loài bọ cánh cứng trong họ Cerambycidae.